# Campeonato Cearense de Futebol Feminino de 2021
O Campeonato Cearense Feminino de 2021 foi a décima quinta edição deste evento esportivo, principal torneio estadual de futebol feminino organizado pela Federação Cearense de Futebol (FCF).
O campeonato começou a ser disputado no dia 9 de outubro e terminou em 5 de dezembro. Nesta edição, o Ceará sagrou-se campeão pela terceira vez, vencendo a decisão contra o Fortaleza pelo placar de 5–4 no agregado.

## Formato e participantes
O Campeonato Cearense Feminino de 2021 foi disputado por seis agremiações em três fases distintas: na primeira, os participantes se enfrentaram em turno único. Após cinco rodadas, os quatro primeiros se qualificaram para as semifinais, disputadas entre o clube melhor colocado na primeira fase e o quarto melhor e entre o segundo e o terceiro. Os vencedores avançaram para a final. Esta terceira e última fase foi disputada também em duas partidas, com o mando de campo da última partida para o clube com melhor campanha. As seis agremiações que participaram desta edição foram:
| Equipe            | Cidade                  | Títulos         |
| ----------------- | ----------------------- | --------------- |
| Ceará             | Fortaleza               | 2 (2018 e 2019) |
| Fortaleza         | Fortaleza               | 2 (2010 e 2020) |
| Guarany de Sobral | Sobral                  | —               |
| Menina Olímpica   | Fortaleza               | 1 (2016)        |
| São Gonçalo-CE    | São Gonçalo do Amarante | 1 (2017)        |
| Tianguá           | Tianguá                 | —               |

## Resultados

### Fases finais
|  | Semifinais        | Semifinais | Semifinais | Semifinais |   |           | Final | Final | Final | Final |
|  |                   |            |            |            |   |           |       |       |       |       |
|  | Menina Olímpica   | 1          | 1          | 2          |   |           |       |       |       |       |
|  | Fortaleza         | 4          | 0          | 4          |   |           |       |       |       |       |
|  | Fortaleza         | 4          | 0          | 4          |   | Fortaleza | 1     | 3     | 4     |       |
|  |                   |            |            |            |   | Fortaleza | 1     | 3     | 4     |       |
|  |                   | Ceará      | 2          | 3          | 5 |           |       |       |       |       |
|  | Guarany de Sobral | Ceará      | 2          | 3          | 5 | 0         | 0     | 0     |       |       |
|  | Guarany de Sobral |            |            |            |   | 0         | 0     | 0     |       |       |
|  | Ceará             | 4          | 8          | 12         |   |           |       |       |       |       |